# (2300) Stebbins
(2300) Stebbins es un asteroide perteneciente al cinturón de asteroides descubierto por el equipo del Indiana Asteroid Program desde el Observatorio Goethe Link de Brooklyn, Estados Unidos, el 10 de octubre de 1953.

## Designación y nombre
Stebbins recibió inicialmente la designación de 1953 TG2.
Posteriormente se nombró en honor del astrónomo estadounidense Joel Stebbins (1878-1966).

## Características orbitales
Stebbins orbita a una distancia media de 2,839 ua del Sol, pudiendo acercarse hasta 2,616 ua y alejarse hasta 3,061 ua. Tiene una inclinación orbital de 2,318° y una excentricidad de 0,07838. Emplea en completar una órbita alrededor del Sol 1747 días.